# Regelbau 637
La casemate de type Regelbau 637 est une casemate répondant au standard Regelbau. Sa mission est d'abriter un poste de télémétrie pour les batteries de côte de la Heer.

## Construction
Les plans de cette casemate datent de 1942. La construction nécessitait l'excavation de 900 m3 de matériaux et la coulée de 445 m3 de béton.

## Architecture
Elle comprend un tobrouk sur son sommet et un poste pour une mitrailleuse devant l'entrée. Trois hommes y rester en permanence même si dans certaines installation, les pièces peuvent être occupées par des services de l’état major.
Elle fait 11,30 m de long pour 8 m de large et une hauteur de 5,10 m.

## Exemplaires
55 exemplaires de cette casemates ont été construits.
Un exemplaire est visible au nord de l’entrée du Bassin d’Arcachon et un autre sur la plage de la Grande Côte près de Royan.